# Eumacronota viridicollis
Eumacronota viridicollis är en skalbaggsart som beskrevs av Moser 1915. Eumacronota viridicollis ingår i släktet Eumacronota och familjen Cetoniidae. Inga underarter finns listade i Catalogue of Life.